# Друг Еміля
«Друг Еміля» («Emili sõber») — радянський художній фільм 1989 року, знятий режисером Карін Нурм на студії «Телетеатр».

## Сюжет
За мотивами оповідання естонської письменниці Леени Крон «Шестирічка», що розповідає про справжню дружбу та любов до оточуючих. Якось маленький хлопчик Еміль зустрічає птаха, який хоче стати людиною — і не просто людиною, а справжньою, цільною особистістю. Вони стають друзями. Еміль починає вчити птаха читати, тоді як птах намагається навчити хлопчика мистецтву польоту.

## У ролях
- Фелікс Карк — ворон Лінд
- Карол Кунтсель — Еміль
- Анне Веесаар — мама Еміля
- Рейн Оя — дядько Лео, вітчим Еміля
- Кярт Каск — Ельза
- Вяйно Лаес — птах-черепашник, батько Ельзи
- Маті Хярматіс — батько Еміля
- Роберт Гутман — роль другого плану

## Знімальна група
- Режисер — Карін Нурм
- Сценарист — Хуго Адер
- Оператор — Аарне Краам
- Композитор — Ало Маттійсен
- Художник — Йоосеп Ремме